# Nauru na Mistrzostwach Świata w Lekkoatletyce 2009
Nauru na Mistrzostwach Świata w Lekkoatletyce 2009 reprezentowane było przez 2 zawodników (1 kobietę i 1 mężczyznę). Żadnemu z nich nie udało się zdobyć medalu.

## Występy reprezentantów Nauru

### 100 m mężczyzn
- Quaski Itaia - 86. miejsce w eliminacjach - 11,76s (nie awansował do ćwierćfinału)

### 100 m kobiet
- Rosa Mystique Jones - 53. pozycja w eliminacjach - 13,42s (nie awansowała do ćwierćfinałów)